# Slavjanovo
Slavjanovo (bulharsky Славяново) je město ležící v severním Bulharsku, v Dolnodunajské nížině. Nachází se 30 km severovýchodně od Plevenu, správního střediska stejnojmenné obštiny, a má přibližně 4 000 obyvatel.

## Historie
V blízkosti dnešního města se nacházela osada římského typu, což dokládají různé nálezy, zejména mince z doby římské říše. Předpokládá se, že byla opuštěna v důsledku moru. Současné sídlo vzniklo patrně
v 15. století. K jeho rozšíření došlo ve druhé polovině 17. století, kdy se v malé proláklině se zdrojem pitné vody, avšak zarostlé neprůchodným rákosím usadila nevelká komunita lidí, skládající se převážně z Bulharů a Turků. V oné době se v okolí rozkládaly rozlehlé doubravy. V letech krymské války sem přišlo více Tatarů a Čerkesů, čímž získali muslimové převahu. Obec dostala jméno Turski Trăstenik, protože tu žilo mnoho Turků a aby se odlišila od současného města Trăstenik, které se tehdy nazývalo Maraški Trăstenik. 
V roce 1860 místní obyvatelé projevili iniciativu postavit si vlastní pravoslavný kostel. V roce 1864 se tehdejší starosta Mustafa Čanaški vzdal vlastního pozemku a tak se mu podařilo získat od sultána firman na stavbu. Vlastní kostel byl nakonec postaven ve své současné podobě, který představuje loď vyvýšenou vysoko nad zemí, v roce 1870. 
Po vyhlášení Bulharského knížectví emigrovala většina nově příchozích a také část původních tureckých usedlíků. Svoje současné jméno získala dědina v roce 1934. Na město byla povýšena 4. září 1974 dekretem č. 1942.

## Obyvatelstvo
Ve městě žije 4 079 obyvatel a je zde trvale hlášeno 4 231 obyvatel. Podle sčítání 1. února 2011 bylo národnostní složení následující:
- Bulhaři: 2 660 (73.1 %)
- Turci: 946 (26.0 %)
- ostatní: 34 (0.9 %)